# Asperity Mountain
Asperity Mountain är ett berg i Kanada.   Det ligger i provinsen British Columbia, i den sydvästra delen av landet, 3 600 km väster om huvudstaden Ottawa. Toppen på Asperity Mountain är 3 716 meter över havet.
Terrängen runt Asperity Mountain är huvudsakligen bergig.Trakten runt Asperity Mountain är nära nog obefolkad, med mindre än två invånare per kvadratkilometer.. Det finns inga samhällen i närheten. 
Trakten runt Asperity Mountain är permanent täckt av is och snö.